# Phyllophaga beckeri
Phyllophaga beckeri är en skalbaggsart som beskrevs av Moser 1921. Phyllophaga beckeri ingår i släktet Phyllophaga och familjen Melolonthidae. Inga underarter finns listade i Catalogue of Life.